# Diolco
Il diolco (in greco Δὶολκος ovvero Diolkos) era una strada sull'istmo di Corinto, che collegava il Golfo di Corinto al Golfo Saronico.

## Descrizione
La principale funzione del diolco consisteva nel trasposto di merci, anche se in tempo di guerra svolgeva il compito di velocizzare le campagne navali, permettendo il traino a secco delle navi ed evitando la lunga e pericolosa circumnavigazione del Peloponneso.
La strada era lunga dai 6 agli 8,5 km e rimase operativa approssimativamente dalla fine del VII secolo a.C., quando Periandro era tiranno di Corinto, alla metà del I secolo d.C.

## Galleria d'immagini

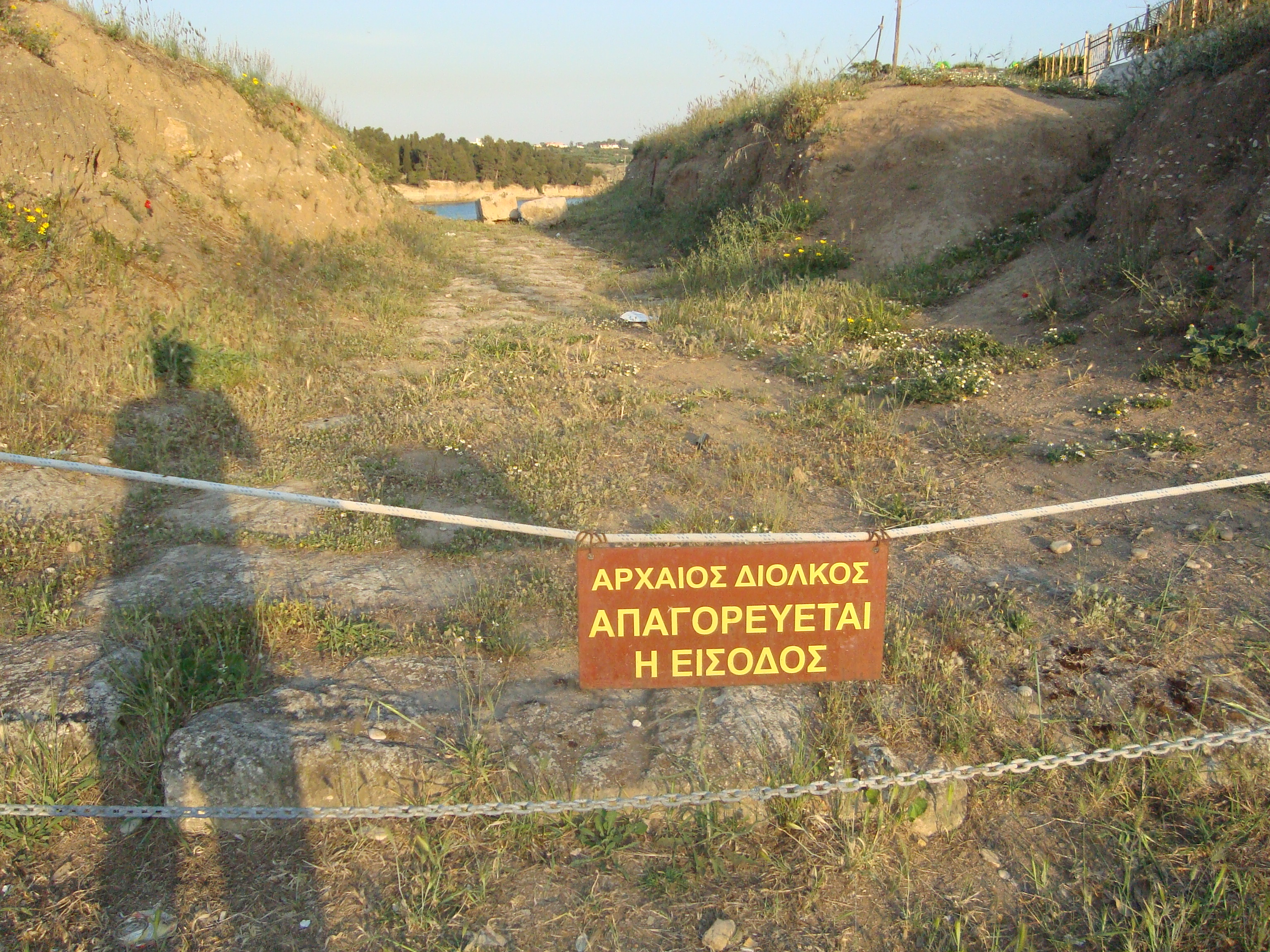
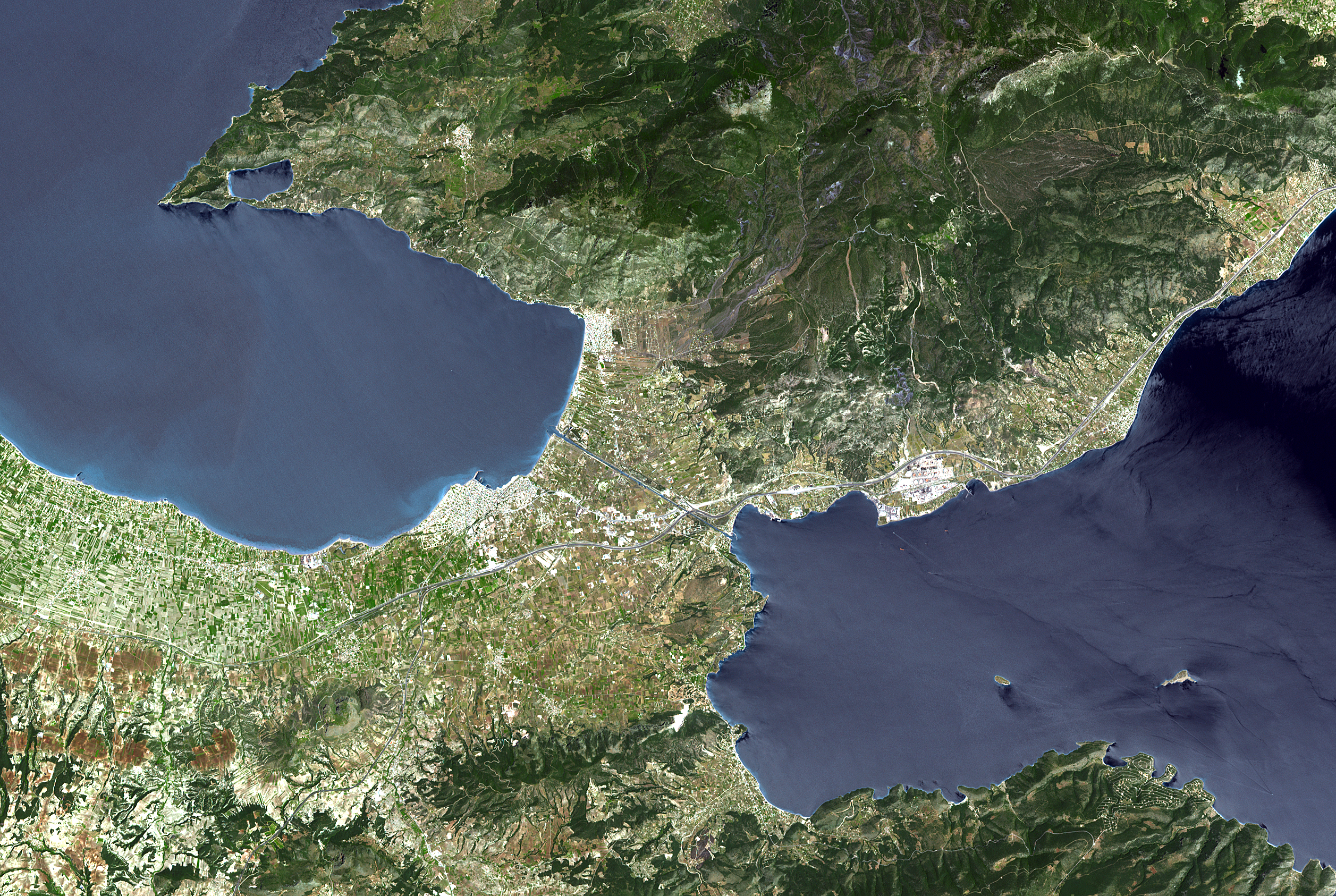
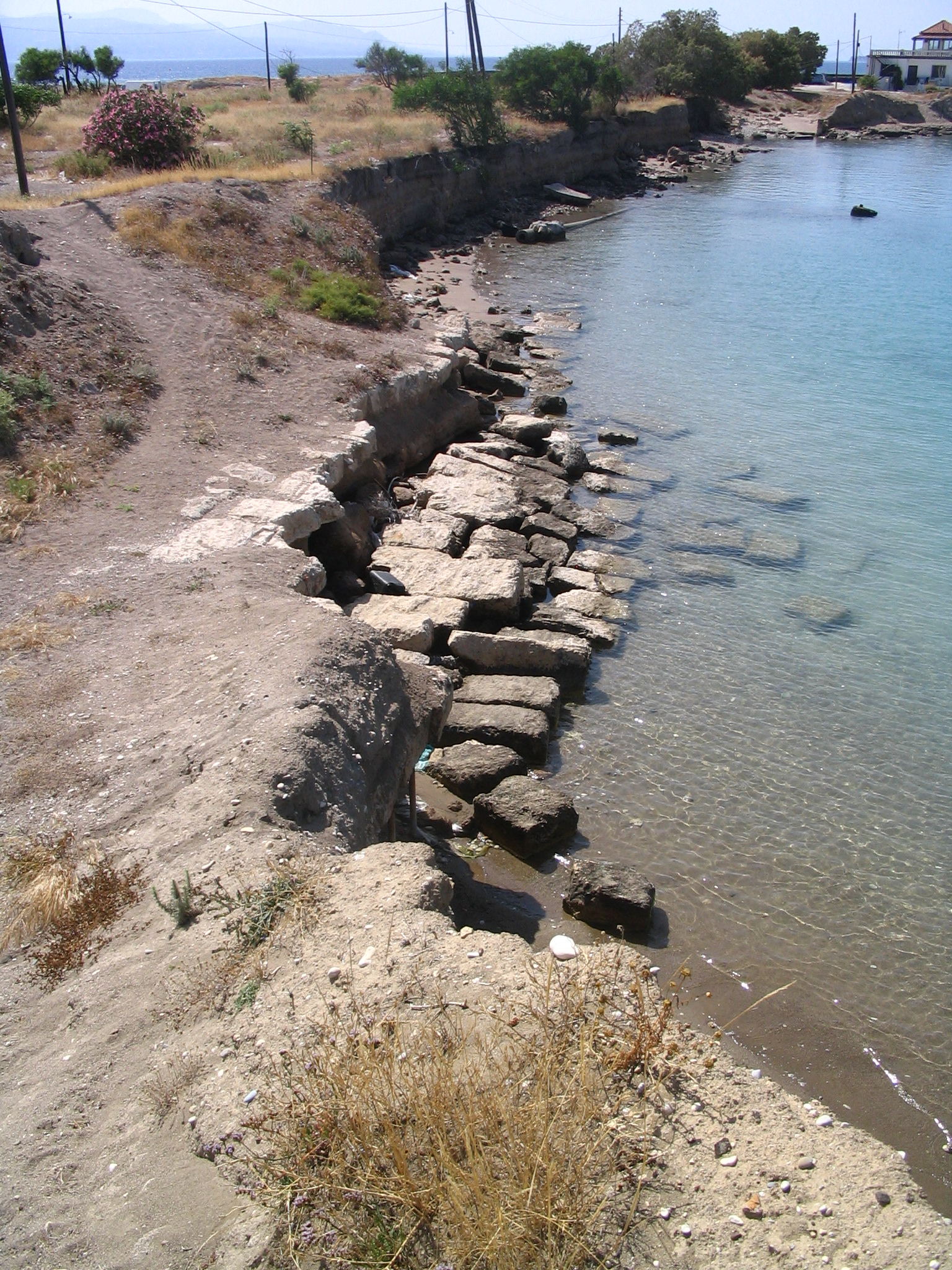
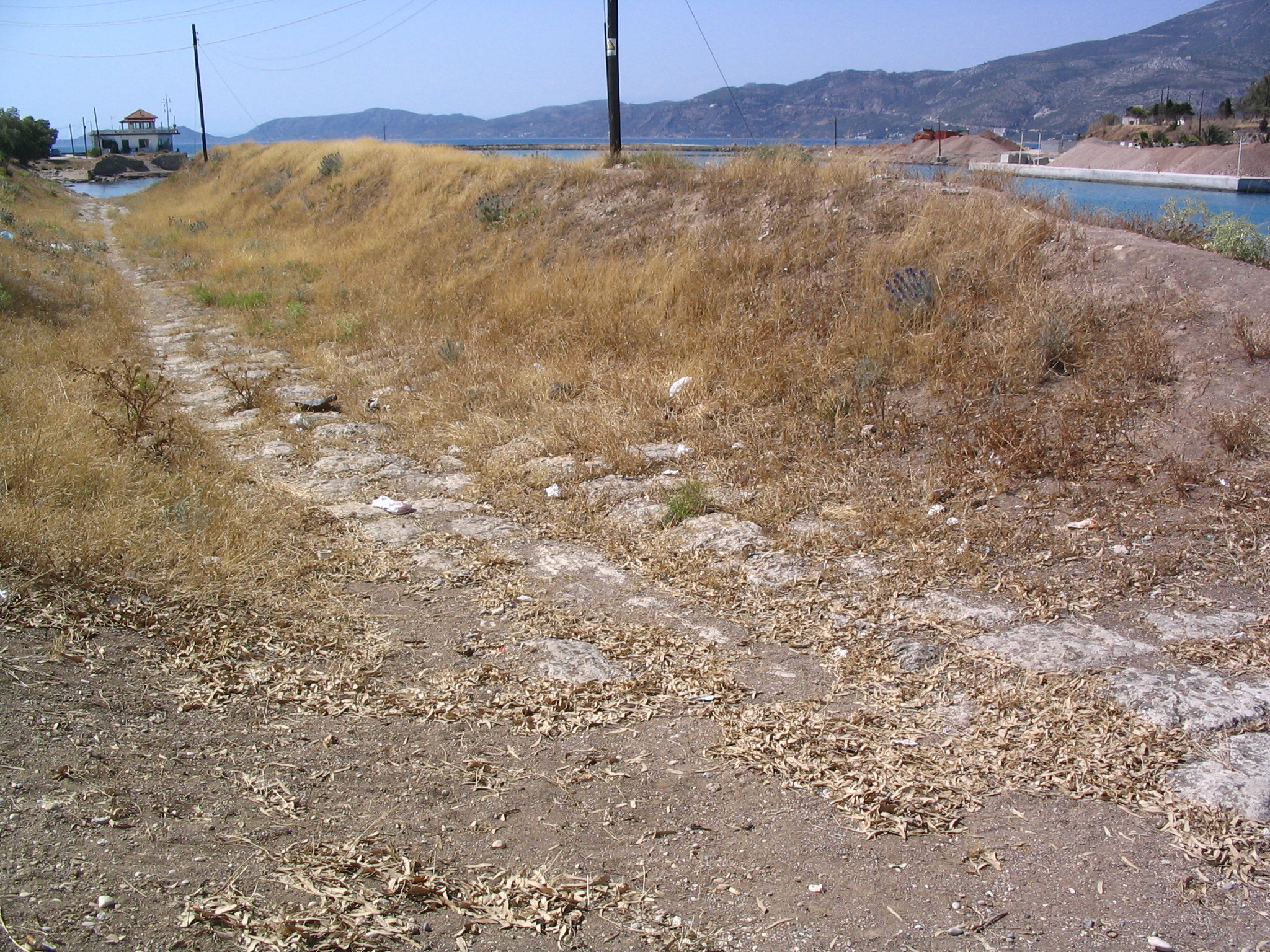
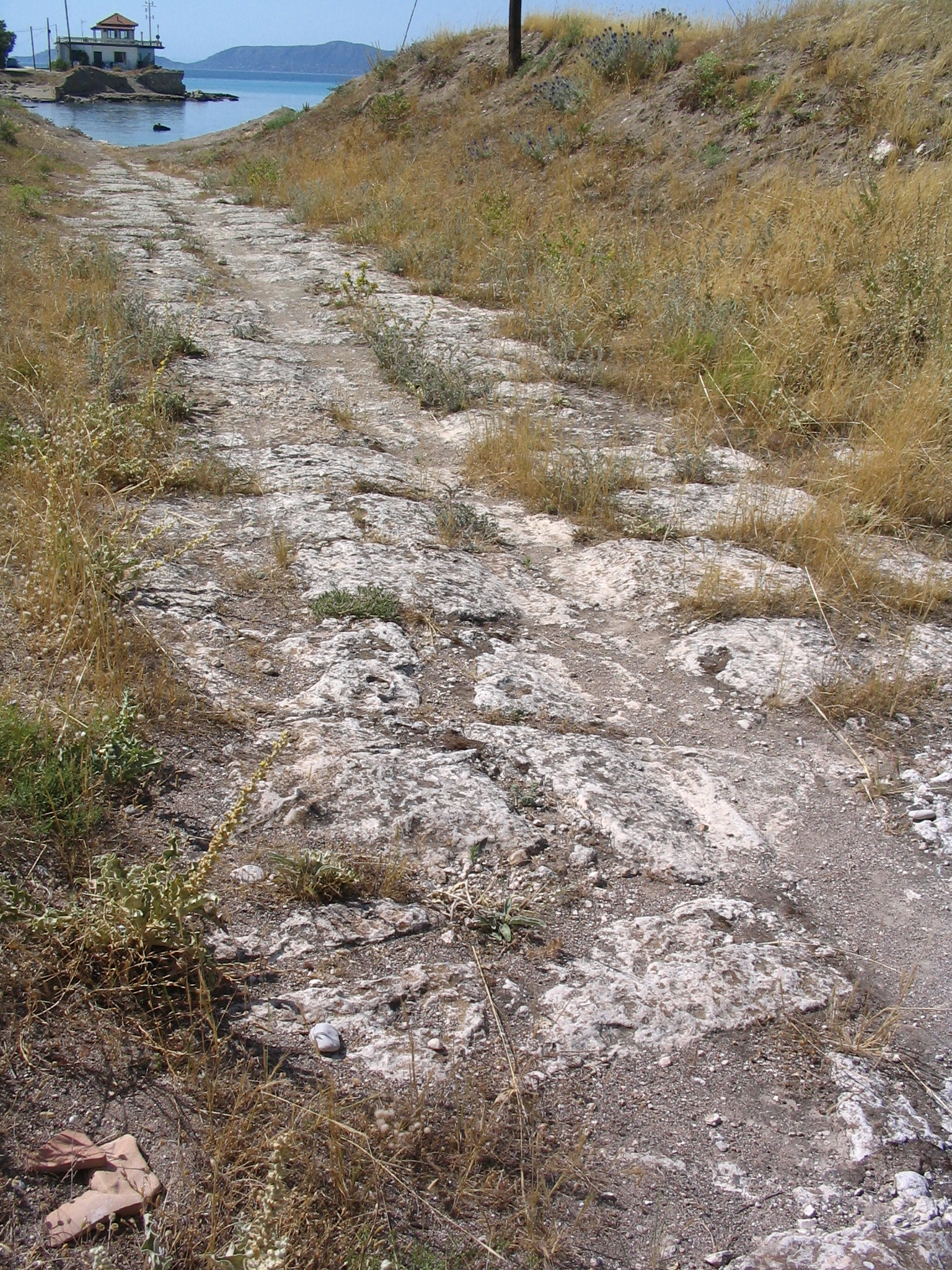
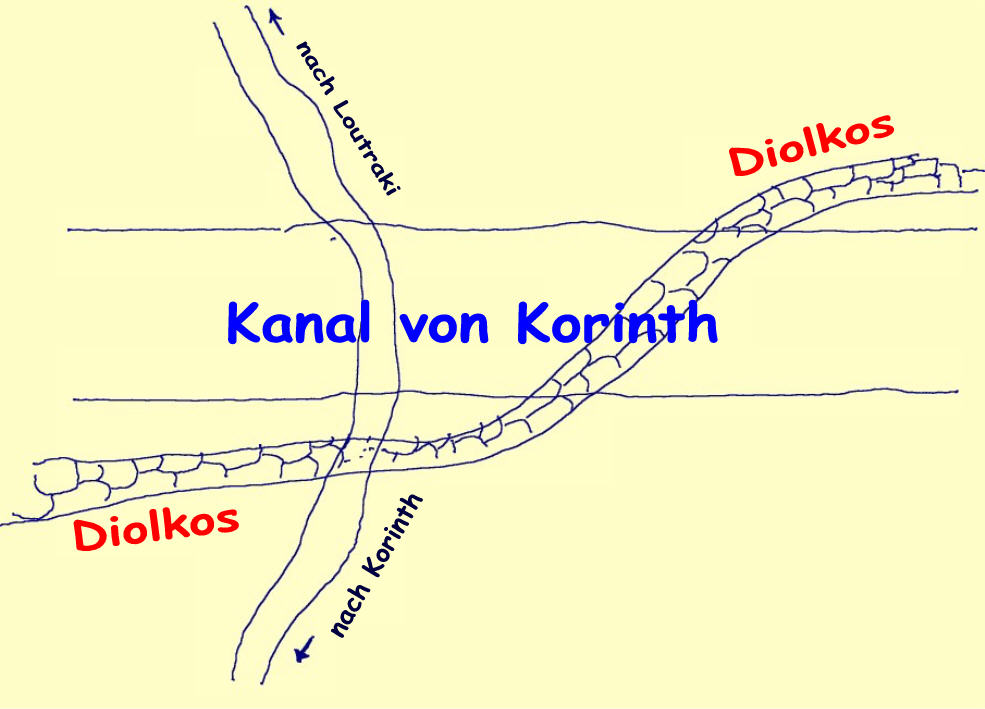
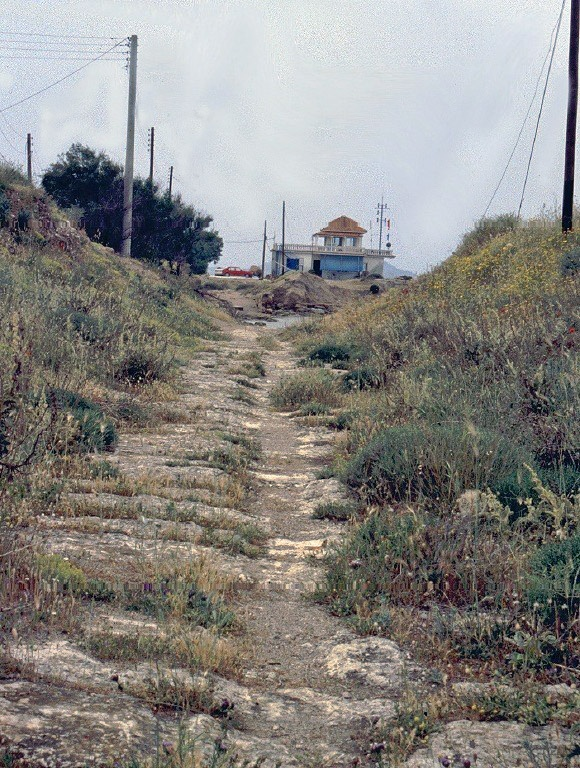
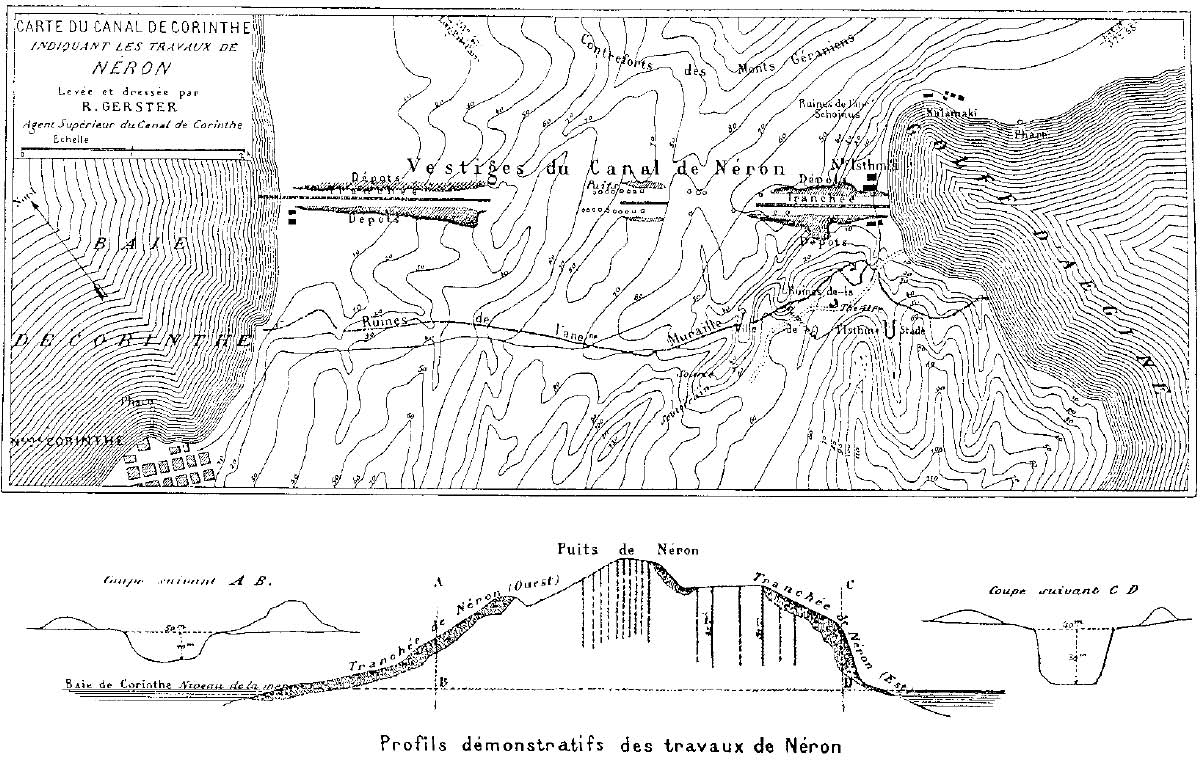